# Navadni ljudje
Navadni ljudje (angleško Ordinary People) je ameriški dramski film iz leta 1980, ki je režijski prvenec Roberta Redforda. Scenarij je napisal Alvin Sargent po romanu Ordinary People Judith Guest iz leta 1976. Zgodba prikazuje razpad družine iz zgornjega srednjega sloja v mestu Lake Forest po nezgodni smrti enega od sinov in poskusu samomora drugega. V glavnih vlogah nastopajo Donald Sutherland, Mary Tyler Moore, Judd Hirsch in Timothy Hutton.
Film je bil premierno prikazan 	19., septembra 1980 ter je naletel na dobre ocene kritikov in se izkazal tudi za finančno uspešnega z več kot 90 milijoni USD prihodkov po svetu. Na 53. podelitvi je bil nominiran za oskarja v petih kategorijah. Nagrajen je bil za najboljši film, režijo in prirejeni scenarij, nominiram pa še za najboljšo igralko (Tyler Moore) in stranskega igralca (Hirsch in Hutton). Osvojil je tudi pet zlatih globusov, za najboljši dramski film, režijo, igralko v filmski drami (Tyler Moore), stranskega igralca (Hutton) in scenarij, nominiran je bil še za dve nagradi BAFTA.

## Vloge
- Donald Sutherland kot Calvin Jarrett
- Mary Tyler Moore kot Beth Jarrett
- Judd Hirsch kot dr. Tyrone C. Berger
- Timothy Hutton kot Conrad Jarrett
- Elizabeth McGovern kot Jeannine Pratt
- M. Emmet Walsh kot Coach Salan
- Dinah Manoff kot Karen Aldrich
- Fredric Lehne kot Joe Lazenby
- James B. Sikking kot Ray Hanley
- Basil Hoffman kot Sloan
- Quinn Redeker kot Ward
- Mariclare Costello kot Audrey
- Meg Mundy kot babica
- Elizabeth Hubbard kot Ruth
- Adam Baldwin kot Kevin Stillman
- Richard Whiting kot dedek
- Tim Clarke kot Truan
- Scott Doebler kot Jordan »Buck« Jarrett